# Legion Speer
La Legión Speer era un cuerpo de transporte motorizado paramilitar del Tercer Reich fundado en 1942. Los miembros de la Legión eran ciudadanos extranjeros voluntarios no alemanes y, como tales, no podían pertenecer a la Nationalsozialistisches Kraftfahrkorps (NSKK). La legión se disolvió en 1944 y sus miembros fueron absorbidos por el Transportkorps Speer. Fue nombrada así por Albert Speer.

## Historia
La Legión Speer fue fundada en 1942, como un cuerpo de conductores y mecánicos reclutados en la Europa ocupada. El transporte motorizado para la Organización Todt (OT) fue organizado por el NSKK, pero los no alemanes no podían convertirse en miembros, ya que era una suborganización NSDAP. Por lo tanto, se tuvo que crear un cuerpo especial.

### Personal
Los primeros miembros de la Legión fueron los emigrantes rusos blancos. La mayoría de sus miembros eran prisioneros de guerra soviéticos que servían como Hiwis. Solo se les permitía servir en Europa occidental. La Legión estaba abierta para todos los ciudadanos de la Europa ocupada; Belgas, checos, noruegos y otros. Los puestos de mando estaban reservados para los alemanes. Algunos alemanes también sirvieron como conductores. Los Legionarios hicieron un juramento personal de lealtad a Adolf Hitler. Varios noruegos eran miembros de la Legión; algunos de ellos fueron redactados, pero la mayoría de ellos fueron voluntarios.

## Organización
La Legión era un cuerpo de transporte motorizado, que operaba en el marco del NSKK, al servicio del OT, el Ministerio de Armamento, el ejército y la Luftwaffe. La Legión tenía Ersatzabteilungen (depósitos) en París, Oslo, Belgrado y Kiev. A partir de 1943, la organización de la Legión correspondió con la organización del OT: 
- Legion Speer Italia, Roma
- Legion Speer Noruega, Oslo
- Legión Speer Reich, Berlín
- Legion Speer Südost, Belgrado
- Legion Speer Este, París

## Fin
La Legión se disolvió el 12 de septiembre de 1944 y sus miembros fueron transferidos al Transportkorps Speer.

## Rangos
| Insignia | Rangos           | Rango equivalente en la Wehrmacht |
| -------- | ---------------- | --------------------------------- |
|          | Generalkapitän   | Generalmajor                      |
|          | Chefkapitän      | Oberst                            |
|          | Stabskapitän     | Oberstleutnant                    |
|          | Kapitän          | Major                             |
|          | Hauptzugführer   | Hauptmann                         |
|          | Oberzugführer    | Oberleutnant                      |
|          | Zugführer        | Leutnant                          |
|          | Stabsfahrmeister | Stabsfeldwebel                    |
|          | Hauptfahrmeister | Oberfeldwebel                     |
|          | Oberfahrmeister  | Feldwebel                         |
|          | Fahrmeister      | Unterfeldwebel                    |
|          | Unterfahrmeister | Unteroffizier                     |
|          | Hauptkraftfahrer | Obergefreiter                     |
|          | Oberkraftfaher   | Gefreiter                         |
|          | Kraftfahrer      | Grenadier                         |

- Datos: Q11753759